# 경상북도의 폐교 목록
다음은 경상북도의 폐교 목록이다. 
자료는 경상북도교육청 홈페이지의 폐교현황상세보기을 기초로 작성하였다.

## 시(市)

### 경산시
| 폐교명                  | 구분     | 폐교일자   | 소재지                     |
| ----------------------- | -------- | ---------- | -------------------------- |
| 신상초등학교            | 초등학교 | 2008.09.01 | 경산시 진량읍 신상리 343-1 |
| 남산초등학교 산성분교장 | 초등학교 | 2010.03.01 | 경산시 남산면 하대리 370   |
| 압량초등학교            | 초등학교 | 2017.03.01 | 경산시 압량면 부적리 601   |

### 경주시
| 폐교명                  | 구분     | 폐교일자   | 소재지                         |
| ----------------------- | -------- | ---------- | ------------------------------ |
| 박달초등학교            | 초등학교 | 1992.03.01 | 경주시 내남면 박달로 668       |
| 의곡초등학교 감산분교장 | 초등학교 | 1993.03.01 | 경주시 산내면 감존길 2         |
| 의곡초등학교 신원분교장 | 초등학교 | 1993.03.01 | 경주시 산내면 오봉로 38-7      |
| 모서초등학교 호명분교장 | 초등학교 | 1994.03.01 | 경주시 강동면 호명큰골길 47    |
| 왕신초등학교            | 초등학교 | 1994.03.01 | 경주시 보덕로 447              |
| 노월초등학교            | 초등학교 | 1995.03.01 | 경주시 내남면 노곡리 909-6     |
| 아화초등학교 천촌분교장 | 초등학교 | 1995.03.01 | 경주시 서면 상부길 110         |
| 의곡초등학교 대현분교장 | 초등학교 | 1996.03.01 | 경주시 산내면 대현리 1345      |
| 가정초등학교            | 초등학교 | 1999.03.01 | 경주시 현곡면 용담로 694       |
| 옥산초등학교 하강분교장 | 초등학교 | 2000.03.01 | 경주시 안강읍 호국로 2037      |
| 천북초등학교 화당분교장 | 초등학교 | 2001.03.01 | 경주시 천북면 새터흥림길 1-27  |
| 경주초등학교 학동분교장 | 초등학교 | 2002.03.01 | 경주시 내남면 반동길 44        |
| 전촌초등학교            | 초등학교 | 2009.03.01 | 경주시 감포읍 동해안로 2043    |
| 강동초등학교 왕신분교장 | 초등학교 | 2009.03.01 | 경주시 강동면 왕신숲골안길 5   |
| 경주초등학교 화천분교장 | 초등학교 | 2010.03.01 | 경주시 건천읍 화천리 1328-1    |
| 의곡초등학교 우라분교장 | 초등학교 | 2010.03.01 | 경주시 산내면 오봉로 739-4     |
| 양북초등학교 송전분교장 | 초등학교 | 2010.03.01 | 경주시 양북면 송전기곡길 15-12 |
| 오릉초등학교            | 초등학교 | 2010.03.01 | 경주시 탑리5길 31              |
| 안강북부초등학교        | 초등학교 | 2013.03.01 | 경주시 안강읍 안현로 1853-12   |
| 강동초등학교 단구분교장 | 초등학교 | 2014.03.01 | 경주시 강동면 단구리 1147      |
| 양남초등학교 상계분교장 | 초등학교 | 2015.03.01 | 경주시 양남면 상계리 71        |
| 천북초등학교 물천분교장 | 초등학교 | 2017.03.01 | 경주시 천북면 물천리 624-1     |
| 경주마케팅고등학교      | 고등학교 | 2019.03.01 | 경주시 산내면 의곡리 70-65     |
| 모아초등학교 모서분교장 | 초등학교 | 2021.03.01 | 경주시 강동면 모서안길 99-16   |

### 구미시
| 폐교명                  | 구분     | 폐교일자   | 소재지                     |
| ----------------------- | -------- | ---------- | -------------------------- |
| 해평초등학교 괴곡분교장 | 초등학교 | 1995.03.01 | 구미시 해평면 괴곡리 351   |
| 대방초등학교            | 초등학교 | 1999.09.01 | 구미시 고아읍 횡산리 47    |
| 해평초등학교 일선분교장 | 초등학교 | 2008.03.01 | 구미시 해평면 낙산리 598-1 |
| 산동초등학교 송백분교장 | 초등학교 | 2010.03.01 | 구미시 산동면 송산리 243   |
| 임봉초등학교            | 초등학교 | 2011.03.01 | 구미시 산동면 봉산리 165   |
| 예산초등학교            | 초등학교 | 2012.03.01 | 구미시 선산읍 북산리 587   |
| 해평초등학교 향산분교장 | 초등학교 | 2013.03.01 | 구미시 해평면 산앙리 57-1  |

### 김천시
| 폐교명                  | 구분     | 폐교일자   | 소재지                     |
| ----------------------- | -------- | ---------- | -------------------------- |
| 직지초등학교 대성분교장 | 초등학교 | 1995.03.01 | 김천시 대항면 대성리 489-4 |
| 부상초등학교            | 초등학교 | 1997.03.01 | 김천시 남면 부산리 564     |
| 태화초등학교 광천분교장 | 초등학교 | 1997.03.01 | 김천시 봉산면 광천리 520-4 |
| 어모초등학교            | 초등학교 | 2007.03.01 | 김천시 어포면 동좌리 620   |
| 구성초등학교 양각분교장 | 초등학교 | 2011.03.01 | 김천시 구성면 양각리 402   |
| 곡송초등학교            | 초등학교 | 2013.03.01 | 김천시 감문면 태촌리 785   |
| 지동초등학교            | 초등학교 | 2013.03.01 | 김천시 아포읍 지리 376     |
| 농남중학교              | 중학교   | 2014.03.01 | 김천시 남구 옥산리 560-2   |
| 대신초등학교            | 초등학교 | 2015.03.01 | 김천시 아포읍 대신리 810   |
| 지례중학교 구성분교장   | 중학교   | 2017.03.01 | 김천시 구성면 송죽리 800   |
| 대덕중학교 증산분교장   | 중학교   | 2017.03.01 | 김천시 증산면 동안리 76    |
| 지례중학교 부항분교장   | 중학교   | 2017.03.01 | 김천시 부항면 사등리 597   |
| 대덕중학교              | 중학교   | 2017.03.01 | 김천시 대덕면 관기리 777   |
| 양천초등학교 화덕분교장 | 초등학교 | 2019.03.01 | 김천시 양천동 1301-2       |
| 지례중학교              | 중학교   | 2019.03.01 | 김천시 지례면 교리 407     |
| 김천상업고등학교        | 고등학교 | 2019.03.01 | 김천시 지례면 교리 407     |

### 문경시
| 폐교명                  | 구분     | 폐교일자   | 소재지                     |
| ----------------------- | -------- | ---------- | -------------------------- |
| 수평초등학교            | 초등학교 | 1993.03.01 | 문경시 동로면 수평리 390   |
| 신북정보초등학교        | 초등학교 | 2005.03.01 | 문경시 산북면 대상리 97-3  |
| 영순초등학교 영창분교장 | 초등학교 | 2008.03.01 | 문경시 영순면 말응리 524   |
| 신기초등학교 대성분교장 | 초등학교 | 2009.03.01 | 문경시 호계면 격탄리 500-5 |

### 상주시
| 폐교명                  | 구분     | 폐교일자   | 소재지                     |
| ----------------------- | -------- | ---------- | -------------------------- |
| 상오초등학교            | 초등학교 | 1987.03.01 | 상주시 화북면 상오리 562   |
| 화령초등학교 사산분교장 | 초등학교 | 1994.03.01 | 상주시 화서면 사산리 63    |
| 상주초등학교 남장분교장 | 초등학교 | 1994.03.01 | 상주시 남장동 229-1        |
| 낙서초등학교 서원분교장 | 초등학교 | 1994.03.01 | 상주시 내서면 서원리 551   |
| 매호초등학교            | 초등학교 | 1999.03.01 | 상주시 사벌국면 매호리 500 |
| 내서초등학교            | 초등학교 | 1999.09.01 | 상주시 내서면 신촌리 21    |
| 두릉초등학교            | 초등학교 | 2005.03.01 | 상주시 사벌국면 두릉리 303 |
| 중동중학교              | 중학교   | 2008.03.01 | 상주시 중동면 간상리 872   |
| 은척중학교 아산분교장   | 중학교   | 2011.03.01 | 상주시 이안면 아천리 347   |
| 외남초등학교 삼남분교장 | 초등학교 | 2013.03.01 | 상주시 외남면 신촌리 467   |
| 공서초등학교            | 초등학교 | 2013.03.01 | 상주시 공성면 금계리 33    |

### 안동시
| 폐교명                  | 구분     | 폐교일자   | 소재지                       |
| ----------------------- | -------- | ---------- | ---------------------------- |
| 월곡초등학교 두계분교장 | 초등학교 | 1993.03.01 | 안동시 예안면 태곡리 688     |
| 임동초등학교 고천분교장 | 초등학교 | 1994.03.01 | 안동시 임동면 고천리 101-1   |
| 녹남초등학교            | 초등학교 | 1994.03.01 | 안동시 녹전면 사신리 455-5   |
| 화남초등학교            | 초등학교 | 1995.03.01 | 안동시 풍천면 어담리 239     |
| 와룡초등학교 나소분교장 | 초등학교 | 1995.03.01 | 안동시 와룡면 라소리 628-1   |
| 원림초등학교            | 초등학교 | 1995.09.01 | 안동시 남선면 원림리 358-3   |
| 풍동초등학교            | 초등학교 | 1999.09.01 | 안동시 풍산읍 회곡리 696     |
| 일직초등학교 평촌분교장 | 초등학교 | 2000.03.01 | 안동시 일직면 명진리 313     |
| 영호초등학교            | 초등학교 | 2012.03.01 | 안동시 옥야동 328-2          |
| 풍천중학교              | 중학교   | 2016.03.01 | 안동시 풍천면 도양리 산106-1 |
| 풍천초등학교            | 초등학교 | 2016.03.01 | 안동시 풍천면 구담리 541-1   |
| 풍서초등학교            | 초등학교 | 2016.03.01 | 안동시 풍천면 가곡리 595     |
| 임동중학교              | 중학교   | 2018.03.01 | 안동시 임동면 중평리 948     |
| 도산중학교              | 중학교   | 2018.03.01 | 안동시 도산면 온혜리 923     |
| 안동중학교 와룡분교장   | 중학교   | 2018.03.01 | 안동시 와룡면 지내리 926     |
| 안동중학교 인계분교장   | 중학교   | 2018.03.01 | 안동시 예안면 인계리 산19-5  |
| 길주중학교 녹전분교장   | 중학교   | 2018.03.01 | 안동시 녹전면 신평리 756     |

### 영주시
| 폐교명                  | 구분     | 폐교일자   | 소재지                      |
| ----------------------- | -------- | ---------- | --------------------------- |
| 이산동부초등학교        | 초등학교 | 1994.03.01 | 영주시 이산면 석포리 755    |
| 옥대초등학교 단산분교장 | 초등학교 | 1994.03.01 | 영주시 단산면 병산리 343    |
| 평은초등학교 영은분교장 | 초등학교 | 1995.03.01 | 영주시 평은면 평은리 1110-1 |
| 오계초등학교            | 초등학교 | 2001.03.01 | 영주시 안정면 오계리 525    |
| 부석초등학교 상석분교장 | 초등학교 | 2002.03.01 | 영주시 북석면 상석리 480-1  |
| 부석고등학교            | 고등학교 | 2008.03.01 | 영주시 부석면 소천리 501-1  |
| 부석초등학교 남대분교장 | 초등학교 | 2010.03.01 | 영주시 부석면 남대리 354    |
| 봉현서부초등학교        | 초등학교 | 2012.03.01 | 영주시 봉현면 두산리 210    |

### 영천시
| 폐교명                  | 구분     | 폐교일자   | 소재지                        |
| ----------------------- | -------- | ---------- | ----------------------------- |
| 석계초등학교            | 초등학교 | 1993.03.01 | 영천시 고경면 상계로 165      |
| 고경초등학교 삼귀분교장 | 초등학교 | 1995.03.01 | 영천시 고경면 차당실로 435-32 |
| 금호남부초등학교        | 초등학교 | 1995.03.01 | 영천시 금호읍 칠백로 339      |
| 화남초등학교 죽곡분교장 | 초등학교 | 1995.03.01 | 영천시 화남면 신선로 310      |
| 청경초등학교            | 초등학교 | 1998.03.01 | 영천시 고경면 호국로 791      |
| 명주초등학교            | 초등학교 | 1999.09.01 | 영천시 북안면 운북로 1447     |
| 자양초등학교 신방분교장 | 초등학교 | 1999.03.01 | 영천시 자양면 신방로 626      |
| 영도초등학교            | 초등학교 | 1999.09.01 | 영천시 하이브리드로 678       |
| 명주초등학교            | 초등학교 | 1999.09.01 | 영천시 북안면 운복로 1447     |
| 신녕서부초등학교        | 초등학교 | 2001.03.01 | 영천시 신녕면 새터길 136      |
| 지곡초등학교 용구분교장 | 초등학교 | 2001.03.01 | 영천시 화남면 용구길 21       |
| 임고초등학교 금대분교장 | 초등학교 | 2002.03.01 | 영천시 임고면 운극로 664      |
| 자천초등학교 상송분교장 | 초등학교 | 2007.03.01 | 영천시 화북면 천문로 3034-4   |
| 영북초등학교            | 초등학교 | 2007.03.01 | 영천시 봉계길 58              |
| 계진초등학교 영동분교장 | 초등학교 | 2008.03.01 | 영천시 화북면 천문로 3034-4   |
| 임고초등학교 수성분교장 | 초등학교 | 2009.03.01 | 영천시 임고면 운주로 1530     |
| 영천남부초등학교        | 초등학교 | 2012.03.01 | 영천시 한방로 273-6           |
| 고경중학교              | 중학교   | 2016.03.01 | 영천시 고경면 호국로 1264     |
| 임고중학교              | 중학교   | 2016.03.01 | 영천시 임고면 운주로 87       |
| 영화초등학교 화덕분교장 | 초등학교 | 2020.03.01 | 영천시 화산면 덕암길 104      |

### 포항시
| 폐교명                    | 구분     | 폐교일자   | 소재지                              |
| ------------------------- | -------- | ---------- | ----------------------------------- |
| 죽장초등학교 가사분교장   | 초등학교 | 1992.03.01 | 포항시 북구 죽장면 가사리 380-1     |
| 대보초등학교 강사분교장   | 초등학교 | 1993.03.01 | 포항시 남구 호미곶면 강사2리 491    |
| 상옥초등학교 하옥분교장   | 초등학교 | 1993.03.01 | 포항시 북구 죽장면 하곡리 446-1     |
| 이가초등학교              | 초등학교 | 1996.03.01 | 포항시 북구 청하면 이가리 138       |
| 청하초등학교 서정분교장   | 초등학교 | 1997.03.01 | 포항시 북구 청하면 서정리 685       |
| 석병초등학교              | 초등학교 | 1998.03.01 | 포항시 남구 구룡포읍 석병리 640-2   |
| 대신초등학교              | 초등학교 | 2000.03.01 | 포항시 북구 죽도2동 655-1           |
| 죽장초등학교 상사분교장   | 초등학교 | 2001.03.01 | 포항시 북구 죽장면 상사리 1181-1    |
| 대양초등학교              | 초등학교 | 2001.03.01 | 포항시 북구 환호동 13-7             |
| 기계초등학교 기서분교장   | 초등학교 | 2002.03.01 | 포항시 북구 기계면 가안리 14        |
| 자명초등학교              | 초등학교 | 2005.03.01 | 포항시 남구 연일읍 자명리 526-1     |
| 대보초등학교 대동배분교장 | 초등학교 | 2007.03.01 | 포항시 납구 호미곶면 대동배리 410-1 |
| 신광초등학교 비학분교장   | 초등학교 | 2007.03.01 | 포항시 북구 신광면 만석리 800-68    |
| 죽장초등학교 죽북분교장   | 초등학교 | 2008.03.01 | 포항시 북구 죽장면 합덕리 276       |
| 구룡포여자종합고등학교    | 고등학교 | 2012.03.01 | 포항시 남구 구룡포읍 병포리 139-1   |
| 동해초등학교 흥환분교장   | 초등학교 | 2013.03.01 | 포항시 남구 동해면 흥환리 357       |
| 구룡포초등학교 구남분교장 | 초등학교 | 2014.03.01 | 포항시 남구 구룡포읍 구평리 736-1   |
| 청하초등학교 남부분교장   | 초등학교 | 2016.03.01 | 포항시 북구 청하면 소동리 768-1     |
| 용흥중학교                | 중학교   | 2019.03.01 | 포항시 북구 용흥동 340              |

## 군(郡)

### 고령군
| 폐교명                  | 구분     | 폐교일자   | 소재지                    |
| ----------------------- | -------- | ---------- | ------------------------- |
| 운수초등학교 화암분교장 | 초등학교 | 1994.08.31 | 고령군 운수면 화암리 1163 |
| 우곡초등학교 도진분교장 | 초등학교 | 2013.03.01 | 고령군 우곡면 도진리 270  |
| 백산초등학교            | 초등학교 | 2013.03.01 | 고령군 쌍림면 백산리 163  |

### 군위군
| 폐교명                  | 구분     | 폐교일자   | 소재지                      |
| ----------------------- | -------- | ---------- | --------------------------- |
| 봉의초등학교            | 초등학교 | 1992.03.01 | 군위군 소보면 봉소리 623-1  |
| 보성초등학교            | 초등학교 | 1992.03.01 | 군위군 소보면 사라리 97-1   |
| 봉의초등학교            | 초등학교 | 1992.03.01 | 군위군 소보면 봉소리 620-1  |
| 오천초등학교            | 초등학교 | 1993.03.01 | 군위군 효령면 오천리 164-3  |
| 고로초등학교 화순분교장 | 초등학교 | 1996.03.01 | 군위군 고로면 화수리 963-1  |
| 군위남부초등학교        | 초등학교 | 1998.03.01 | 군위군 군위읍 무성리 709-1  |
| 의흥동부초등학교        | 초등학교 | 1999.03.01 | 군위군 의흥면 연계리 407-1  |
| 문산초등학교            | 초등학교 | 1999.03.01 | 군위군 우보면 모산리 489-10 |
| 대율초등학교            | 초등학교 | 2012.03.01 | 군위군 부계면 대율리 644-1  |

### 봉화군
| 폐교명                  | 구분     | 폐교일자   | 소재지                      |
| ----------------------- | -------- | ---------- | --------------------------- |
| 서벽초등학교 금정분교장 | 초등학교 | 1995.03.01 | 봉화군 춘양면 우구치리 31-2 |
| 몰야초등학교 오전분교장 | 초등학교 | 1997.03.01 | 봉화군 몰야면 오전리 869-2  |
| 법전초등학교            | 초등학교 | 1999.03.01 | 봉화군 춘양면 소로리 534-1  |
| 고양초등학교            | 초등학교 | 1999.03.01 | 봉화군 명보면 양곡릭 329-1  |
| 봉화여자중학교          | 중학교   | 2007.03.01 | 봉화군 봉화읍 해저리 36     |
| 봉화여자고등학교        | 고등학교 | 2007.03.01 | 봉화군 봉화읍 해저리 36     |
| 봉화중학교 봉성분교장   | 중학교   | 2010.03.01 | 봉화군 봉성면 봉성리 380-2  |
| 몰야초등학교 개단분교장 | 초등학교 | 2012.03.01 | 봉화군 몰야면 개단리 844-2  |
| 명호초등학교 북곡분교장 | 초등학교 | 2013.03.01 | 봉화군 명호면 북곡리 1309   |
| 물야초등학교 수식분교장 | 초등학교 | 2016.03.01 | 봉화군 물야면 수식리 418-1  |
| 상운중학교              | 중학교   | 2017.03.01 | 봉화군 상운면 운계리 664-1  |
| 법전중학교              | 중학교   | 2017.03.01 | 봉화군 법전면 법전리 238    |
| 재산중학교              | 중학교   | 2017.03.01 | 봉화군 재산면 현동리 1316   |
| 명호중학교              | 중학교   | 2017.03.01 | 봉화군 명호면 도천리 260-1  |
| 소천고등학교            | 고등학교 | 2018.03.01 | 봉화군 소천면 현동리 701-10 |

### 성주군
| 폐교명                      | 구분     | 폐교일자   | 소재지                      |
| --------------------------- | -------- | ---------- | --------------------------- |
| 수륜초등학교 백운분교장     | 초등학교 | 1993.03.01 | 성주군 수륜면 백운리 산45-1 |
| 수륜초등학교 명륜분교장     | 초등학교 | 1993.03.01 | 성주군 수륜면 송계리 477    |
| 지사초등학교                | 초등학교 | 2012.03.01 | 성주군 수륜면 오천리 280    |
| 도원초등학교 선남동부분교장 | 초등학교 | 2017.03.01 | 성주군 선남면 용신리 933-1  |
| 가천고등학교                | 고등학교 | 2017.03.01 | 성주군 가천면 창천리 861    |
| 가천초등학교 무학분교장     | 초등학교 | 2018.03.01 | 성주군 금수면 무학리 1410   |

### 영덕군
| 폐교명                      | 구분     | 폐교일자   | 소재지                     |
| --------------------------- | -------- | ---------- | -------------------------- |
| 지품초등학교 낙평분교장     | 초등학교 | 1995.03.01 | 영덕군 지품면 낙평리 398-2 |
| 영해초등학교 대동분교장     | 초등학교 | 1997.03.01 | 영덕군 영해면 대리 394-1   |
| 창수초등학교 오촌분교장     | 초등학교 | 1998.03.01 | 영덕군 창수면 오촌리 244-1 |
| 원전초등학교                | 초등학교 | 1999.09.01 | 영덕군 지품면 원전리 295-2 |
| 창수중학교                  | 중학교   | 2009.03.01 | 영덕군 창수면 신기리 59-7  |
| 영해초등학교 영해동부분교장 | 초등학교 | 2009.03.01 | 영덕군 영해면 괴시리 490   |
| 영덕야성초등학교 매정분교장 | 초등학교 | 2016.03.01 | 영덕군 영덕읍 매정리 88    |

### 영양군
| 폐교명                  | 구분     | 폐교일자   | 소재지                              |
| ----------------------- | -------- | ---------- | ----------------------------------- |
| 청남초등학교 구매분교장 | 초등학교 | 1993.03.01 | 영양군 청기면 구매리 48외 1필지     |
| 석보국민학교 소계분교장 | 초등학교 | 1995.03.01 | 영양군 석보면 소계리 240-2 외 5필지 |
| 신사초등학교            | 초등학교 | 1999.03.01 | 영양군 입암면 신사리 610외 1필지    |
| 주남초등학교            | 초등학교 | 1999.03.01 | 영양군 석보면 주남리 350-1          |
| 입암초등학교 방전분교장 | 초등학교 | 2000.03.01 | 영양군 입암면 방전리 489-3외 1필지  |
| 입임초등학교 청일분교장 | 초등학교 | 2007.03.01 | 영양군 청기면 청기리 451-1 외 5필지 |
| 수비초등학교 신암분교장 | 초등학교 | 2009.03.01 | 영양군 수비면 신암리 166 외 2필지   |
| 일월초등학교 청북분교장 | 초등학교 | 2015.03.01 | 영양군 청기면 당리 536              |
| 영양중학교 입암분교장   | 중학교   | 2019.03.01 | 영양군 입암면 산해리 48 외 4필지    |

### 예천군
| 폐교명                      | 구분     | 폐교일자   | 소재지                     |
| --------------------------- | -------- | ---------- | -------------------------- |
| 유계초등학교                | 초등학교 | 1994.03.01 | 예천군 감천면 우리 701-2   |
| 개포초등학교 경진분교장     | 초등학교 | 1999.03.01 | 예천군 개포면 경진리 565   |
| 개포초등학교                | 초등학교 | 2000.03.01 | 예천군 개포면 신음리 160-1 |
| 용궁상업고등학교            | 고등학교 | 2006.03.01 | 예천군 용궁면 읍부리 251-3 |
| 유천중학교                  | 중학교   | 2007.03.01 | 예천군 유가면 가리 476     |
| 감천초등학교 덕율분교장     | 초등학교 | 2009.03.01 | 예천군 감천면 덕율리 143   |
| 예천남부초등학교 인포분교장 | 초등학교 | 2009.03.01 | 예천군 호명면 월포리 382   |
| 지보고등학교                | 고등학교 | 2014.03.01 | 예천군 지보면 마전리 142-1 |
| 풍양고등학교                | 고등학교 | 2017.03.01 | 예천군 풍양면 낙상리 253   |

### 울릉군
| 폐교명                  | 구분     | 폐교일자   | 소재지                     |
| ----------------------- | -------- | ---------- | -------------------------- |
| 울릉초등학교 장흥분교장 | 초등학교 | 2000.03.01 | 울릉군 울릉읍 사동리 238   |
| 남양초등학교 태하분교장 | 초등학교 | 2012.03.01 | 울릉군 서면 태하리 521-2   |
| 울릉북중학교            | 중학교   | 2020.03.01 | 울릉군 북면 천부리 713     |
| 울릉서중학교            | 중학교   | 2020.03.01 | 울릉군 서면 남서리 30-3    |
| 우산중학교              | 중학교   | 2020.03.01 | 울릉군 울릉읍 저동리 452   |
| 구)울릉중학교           | 중학교   | 2020.03.01 | 울릉군 울릉읍 도동리 223-8 |

### 울진군
| 폐교명                  | 구분     | 폐교일자   | 소재지                    |
| ----------------------- | -------- | ---------- | ------------------------- |
| 노음초등학교 진복분교장 | 초등학교 | 1990.03.01 | 울진군 근남면 진복리 631  |
| 고목초등학교            | 초등학교 | 1996.03.01 | 울진군 북면 고목리 470-4  |
| 온양초등학교            | 초등학교 | 1997.03.01 | 울진군 울진읍 온양리 224  |
| 죽변초등학교 화성분교장 | 초등학교 | 2007.03.01 | 울진군 죽변면 화성리 369  |
| 매화종합고등학교        | 고등학교 | 2008.03.01 | 울진군 매화면 매화리 1141 |
| 평해여자중학교          | 중학교   | 2019.03.01 | 울진군 평해읍 평해리 413  |

### 의성군
| 폐교명                      | 구분     | 폐교일자   | 소재지                      |
| --------------------------- | -------- | ---------- | --------------------------- |
| 다인초등학교 달제분교장     | 초등학교 | 1993.03.01 | 의성군 다인면 달제리 1513   |
| 산제초등학교                | 초등학교 | 1994.03.01 | 의성군 비안면 화신리 145-1  |
| 신산초등학교                | 초등학교 | 1994.03.01 | 의성군 당북면 신하리 145-1  |
| 의성남부초등학교 비봉분교장 | 초등학교 | 1995.03.01 | 의성군 의성읍 비봉리 776-1  |
| 속암초등학교 문창분교장     | 초등학교 | 1996.03.01 | 의성군 단밀면 팔등리 265    |
| 삼분초등학교                | 초등학교 | 1999.03.01 | 의성군 다인면 삼분리 1370-2 |
| 구천초등학교 용호분교장     | 초등학교 | 1999.03.01 | 의성군 구천면 용사리 361-1  |
| 안계초등학교 고산분교장     | 초등학교 | 2000.03.01 | 의성군 안계면 안사리 669-1  |
| 비안고등학교                | 고등학교 | 2008.03.01 | 의성군 비안면 이두리 345    |
| 상천초등학교                | 초등학교 | 2010.03.01 | 의성군 금성면 제오리 904-1  |
| 사곡초등학교                | 초등학교 | 2011.03.01 | 의성군 사곡면 양지리 550    |
| 비안중학교                  | 중학교   | 2016.03.01 | 의성군 비안면 이두리 345    |
| 가음중학교                  | 중학교   | 2017.03.01 | 의성군 가음면 장리 1276     |
| 다인정보고등학교            | 고등학교 | 2017.03.01 | 의성군 다인면 도암리 283    |
| 금성여자상업고등학교        | 고등학교 | 2019.03.01 | 의성군 금성면 탑리리 960    |

### 청도군
| 폐교명                  | 구분     | 폐교일자   | 소재지                      |
| ----------------------- | -------- | ---------- | --------------------------- |
| 풍각남부초등학교        | 초등학교 | 1994.03.01 | 청도군 풍각면 차산리 184-1  |
| 유등초등학교            | 초등학교 | 1994.03.01 | 청도군 화양읍 유등리 1876   |
| 청도동부초등학교        | 초등학교 | 1995.03.01 | 청도군 청도읍 원리 412      |
| 대산초등학교            | 초등학교 | 1999.03.01 | 청도군 각남면 옥산리 15     |
| 동곡초등학교 김전분교장 | 초등학교 | 1999.09.01 | 청도군 금천면 김전리 52     |
| 풍각초등학교 서부분교장 | 초등학교 | 2000.03.01 | 청도군 풍각면 인산리 585    |
| 용산초등학교            | 초등학교 | 2007.03.01 | 청도군 청도읍 송읍리 375    |
| 매전초등학교            | 초등학교 | 2012.03.01 | 청도군 매전면 온막리 49-4   |
| 동곡초등학교            | 초등학교 | 2015.03.01 | 청도군 금천면 동곡리 905    |
| 방지초등학교            | 초등학교 | 2015.03.01 | 청도군 금전면 방지리 1203   |
| 금천초등학교 문명분교장 | 초등학교 | 2018.03.01 | 청도군 운면면 신원리 1230-1 |

### 청송군
| 폐교명                  | 구분     | 폐교일자   | 소재지                     |
| ----------------------- | -------- | ---------- | -------------------------- |
| 부곡초등학교            | 초등학교 | 1993.03.01 | 청송군 진보면 부곡리 337-8 |
| 청운초등학교            | 초등학교 | 1996.03.01 | 청송군 청송읍 청운리 996   |
| 시량초등학교            | 초등학교 | 1996.03.01 | 청송군 진보면 시량리 507-3 |
| 부남초등학교 중기분교장 | 초등학교 | 1996.03.01 | 청송군 부남면 중기리 610-2 |
| 현남초등학교            | 초등학교 | 1997.03.01 | 청송군 안덕면 덕정리 217-2 |
| 송강초등학교            | 초등학교 | 1999.03.01 | 청송군 파천면 송갈기 284-2 |
| 월정초등학교            | 초등학교 | 2002.03.01 | 청송군 현서면 도리 54-3    |
| 송생초등학교            | 초등학교 | 2005.03.01 | 청송군 청송읍 송생리 551-3 |

### 칠곡군
| 폐교명                  | 구분     | 폐교일자   | 소재지                     |
| ----------------------- | -------- | ---------- | -------------------------- |
| 신도초등학교 연화분교장 | 초등학교 | 1997.03.01 | 칠곡군 지천면 연화리 513-4 |
| 신동초등학교 연호분교장 | 초등학교 | 1999.03.01 | 칠곡군 지천면 연호리 866   |
| 기성초등학교            | 초등학교 | 1999.09.01 | 칠곡군 기산면 봉산리 538   |